# Antiphrisson tenebrosus
Antiphrisson tenebrosus är en tvåvingeart som beskrevs av Pavel Lehr 1972. Antiphrisson tenebrosus ingår i släktet Antiphrisson och familjen rovflugor. Inga underarter finns listade i Catalogue of Life.